# سلاوس
سلاوس Sluis  هي مدينة وبلدية بمقاطعة زيلند جنوب هولندا.

## طوبوغرافيا
خريطة طوبوغرافية هولندية لبلدية سلاوس، يونيو 2015، (تقرأ بعد ثلاث نقرات على الخريطة).

## أعلام
- جون هندريك فان دالي

## وصلات خارجية
- الموقع الرسمي (بالهولندية)